# Abdelhak Bouhalissa
Abdelhak Bouhalissa, né le 1er juillet 1961, est un ancien handballeur algérien. Il évoluait au poste ailier en équipe nationale et au Nadit Alger,

## Palmarès

### avec l'équipe d'Algérie
Championnats d'Afrique des nations
- Vainqueur du Championnat d'Afrique 1983
- Vainqueur du Championnat d'Afrique 1987
- Vainqueur du Championnat d'Afrique 1989

Jeux méditerranéens
- Vainqueur des Jeux méditerranéens de 1987
- Finaliste des Jeux méditerranéens de 1983

Jeux olympiques
- 10e place aux Jeux olympiques de 1988

Championnats du monde
- 16e place au Championnat du monde 1982
- 16e place au Championnat du monde 1986